# Karyż
Karyż (ros. Карыж) – wieś (ros. село, trb. sieło) w zachodniej Rosji, centrum administracyjne sielsowietu karyżskiego w rejonie głuszkowskim obwodu kurskiego.

## Geografia
Miejscowość położona jest nad rzeką Sejm, 13 km od centrum administracyjnego rejonu (Głuszkowo), 127 km od Kurska.
W granicach miejscowości znajdują się ulice: Chalijewka, Krieszczatik, Nowaja, Podlesje, Salnaja, Sejmowaja, Sriedniaja.

## Demografia
W 2010 r. miejscowość zamieszkiwało 575 osób.